# Šolcův rybník
Šolcův rybník je vodní plocha (o rozloze necelých 6 hektarů) ve Frýdlantském výběžku rozkládající se jižně od Raspenavy, východně od silnice III/2904. Z jihu ji napájí Holubí potok, který z ní na severu vytéká a v Raspenavě je levostranným přítokem Smědé. Ač koupání v něm není nikterak organizováno, je vyznavači tohoto sportu během letních měsíců hojně navštěvováno.
Na přelomu let 2008 a 2009 prošel rybník na náklady Lesů České republiky rekonstrukcí. Přestože byly opravy v jarních měsících roku 2009 ukončeny, začalo se s napouštěním vodního díla až začátkem podzimu téhož roku. To proto, aby byl umožněn nárůst vegetace a došlo také ke zvýšení úživnosti pro plánovanou rybí kolonii v rybníce. Okolí rybníka je domovem ohroženého raka říčního (Astacus astacus). Pro snížení rizika přejetí zvířat migrujících z rybníka přes blízkou silnici staví uskupení Suchopýr mobilní zábranu.